# Hipólito Peña (diseñador)
Hipólito Ramón Peña Rodriguez (Santiago Rodríguez, República Dominicana, 30 de enero de 1953) es un diseñador de modas de Alta Costura y empresario dominicano que ha ganado numerosos premios y reconocimientos, tanto a nivel nacional como internacional. Sus trajes de alta costura y las Chacabanas o Guayaberas de su marca, Hippolito, lo han llevado a ser un diseñador reconocido. Actualmente es el vicepresidente de la IACDE Latinoamérica y ha ganado 7 renglones por la Convención de la Asociación de Diseñadores y Ejecutivos de la Ropa, IACDE.
En el 2004 recibió un premio. En 2005, por su colección Glamour Latino, recibió tres premios a la Excelencia del Diseñador y en 2013 fue el diseñador que vistió a los conductores de los Premios Soberanos, Fausto Mata y Daniel Sarcos. A lo largo de su trayectoria en el mundo de la moda, ha vestido a más de 20 líderes políticos y jefes de Estado, como al Rey de España, Juan Carlos I, el príncipe Harry, de Inglaterra, y el expresidente Barack Obama. En 2009, la revista Forbes lo describió como uno de los diseñadores más prestigiosos del mundo.
En 1979 fundó Época Pret a Poter, y en 2002  creó la empresa Gruppo Época, que a pesar del nombre, Peña es el único socio. Ese mismo año, en la XII Cumbre Iberoamericana del 2002, celebrada en Bávaro, Punta Cana, Hipólito Peña fue el diseñador que vistió con Guayaberas a los jefes de Estado.

## Biografía
Es hijo de José Antonio Peña Díaz y  Adelina Rodríguez de Peña (ambos fenecidos). Cuando cumplió su primer mes de nacido, sus padres se trasladaron hasta Santo Domingo, aunque unos años después Peña regresó a una granja, internado en Santiago. Fue allí donde inició sus estudios primarios. Luego, ya en Santo Domingo, cursó la secundaria en el Colegio Osvaldo García de la Concha, ubicado en la Zona Oriental del Gran Santo Domingo. Mientras cursaba el bachiller, Peña trabajó de servicio al cliente en una farmacia, por ello, al concluir la secundaria decidió estudiar la carrera de medicina  en la Universidad Autónoma de Santo Domingo (UASD), aunque después de varios semestres en esta universidad, la dejó para dedicarse a la costura. Su vocación por la moda inició cuando tenía apenas 7 años de edad al asistir a una escuela vocacional en Santiago. Allí estudió sastrería y fue donde surgió su interés por la moda. Para poner en práctica sus conocimientos adquiridos en la vocacional, Peña viajó a la Isla de San Cristóbal, donde trabajó en la sastrería de un comerciante.
En 1979 creó la empresa Época Pret at Porter, aunque años más tarde la cerró. Peña estudió Diseño de Modas en la escuela Hilda Kelly y especializó sus estudios de diseño en la International Association of Clothing Designers and Executive, en Francia e Italia.
El 21 de abril de 1985 contrajo matrimonio con la especialista en medicinas Gloria Abreu, con la cual procreó dos hijos; Hipólito Francisco y Gloria Carolina Peña Abreu; quienes se encargan hoy en día del manejo de su empresa, Gruppo Época.